# Ekspik
Ekspik (Calicium quercinum) är en lavart som beskrevs av Pers. Ekspik ingår i släktet Calicium och familjen Physciaceae.  Annat namn är ekspiklav. Arten är reproducerande i Sverige. Inga underarter finns listade i Catalogue of Life.